# Ferdinand Maurig von Sarnfeld
Ferdinand Maurig von Sarnfeld (18. ledna 1856 Janov – 4. prosince 1905 Karlovy Vary) byl rakousko-uherský státní úředník. Jako absolvent právnické fakulty působil od mládí ve státní správě, řadu let strávil u místodržitelství Českého království v Praze. Dlouhodobě zastával funkci okresního hejtmana v Karlových Varech (1892–1905). Sňatkem byl spřízněn s podnikatelskou rodinou Schoellerů. 

## Životopis

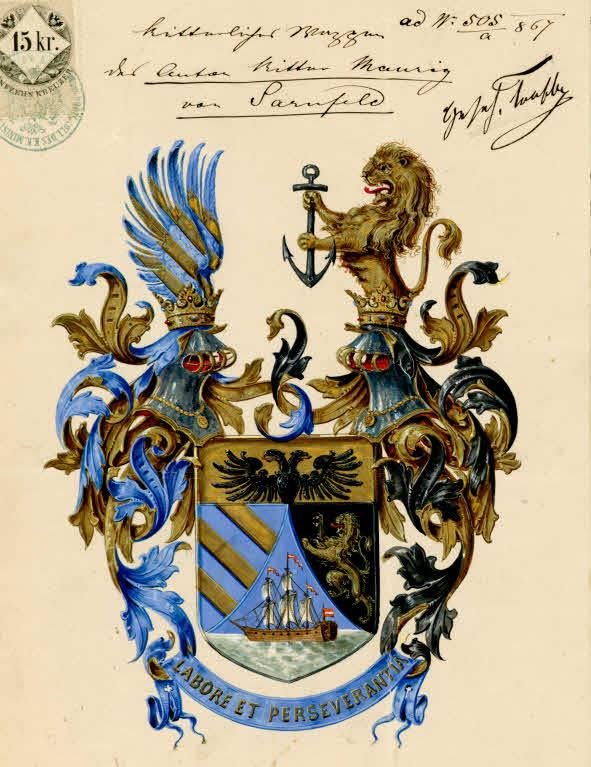
Erb rodu Maurigů ze Sarnfeldu udělený při povýšení do šlechtického stavu (1867, sbírky Rakouského státního archivu ve Vídni)

Narodil se jako starší syn diplomata Antona Mauriga (1818–1887), c. k. generálního konzula v Marseille. Vystudoval práva na univerzitě ve Vídni a v roce 1876 vstoupil do státních služeb. Začínal jako nižší úředník na finanční prokuratuře ve Vídni, v roce 1877 byl jako konceptní praktikant přeložen k českému místodržitelství. Několik let působil jako okresní komisař u okresních hejtmanství v Teplicích (1882–1883) a Jablonci nad Nisou (1883–1885), od roku 1885 pracoval znovu přímo na českém místodržitelství v Praze.
Od roku 1891 byl místodržitelským tajemníkem a v letech 1892–1905 zastával funkci okresního hejtmana v Karlových Varech. V roce 1898 získal titul místodržitelského rady a v srpnu 1899 byl jako zástupce místodržitelství vyslán do Kraslic, kde v té době došlo k protivládním demonstracím kvůli zvýšení daně z cukru a zastřelení několika dělníků. Maurig v jednání s radikálně naladěným vedením kraslické radnice v čele s náměstkem starosty Karlem Kriegelsteinem vystupoval velmi shovívavě a v zájmu zklidnění situace překračoval své kompetence. Jeho mise v Kraslicích se nesetkala s pochopením u nadřízených orgánů a Maurigův služební postup se zastavil, přitom jako dlouholetý okresní hejtman na prestižním místě ve vyhledávaných lázních mohl počítat s povýšením. Ve funkci karlovarského okresního hejtmana zůstal až do své předčasné smrti, zemřel v prosinci 1905 ve věku nedožitých padesáti let. Krátce po jeho úmrtí byl v roce 1906 v Karlových Varech postaven vyhlídkový altán, který do konce druhé světové války nesl jméno Maurigova chata (Maurig-Hütte), dnes je znám pod názvem chata Rusalka.

## Rodina
Během svého působení v Praze se 5. května 1888 oženil s Berthou Schoellerovou (1862–1919), sňatek se konal v pražském kostele sv. Jindřicha. Bertha pocházela z brněnské podnikatelské rodiny a byla dcerou Philippa Johanna Schoellera (1825–1892), majitele cukrovarů a textilních továren v Brně a Vídni. Z manželství se narodil syn Friedrich (1889–1954), který byl původně rakousko-uherským státním úředníkem a později se podílel na podnikatelských aktivitách rodiny Schoellerů. Mladší syn Richard (1894–1917) zahynul jako poručík letectva za první světové války.
Jeho mladší bratr Ernst Maurig von Sarnfeld (1860–1919) byl rakousko-uherským diplomatem, byl generálním konzulem v Kalkatě, Varšavě a Curychu. Ferdinandův švagr Richard von Schoeller (1871–1950) byl podnikatelem a od roku 1920 řídil všechny aktivity schoellerovského rodového impéria v průmyslu a bankovnictví v Rakousku a Německu.

## Tituly a ocenění
Od dětství užíval šlechtický titul rytíře s predikátem Maurig von Sarnfeld, který získal jeho otec v roce 1867. Během svého působení ve státních službách získal několik vysokých vyznamenání. Jako představitel státní správy v Karlových Varech byl pověřen vítáním vysoce postavených lázeňských hostů a díky tomu obdržel i ocenění od zahraničních panovníků.

### Rakousko-Uhersko
- rytíř Řádu Františka Josefa (1892)
- Jubilejní pamětní medaile (1898)
- Řád železné koruny III. třídy (1904)

### Zahraničí
- Řád Takova III. třídy (Srbsko, 1898)
- Řád neposkvrněného početí Panny Marie z Vila Viçosa (Portugalsko, 1901)
- Vévodský sasko-ernestinský domácí řád II. třídy (Sasko, 1902)